# Патрокло
Према грчкој митологији, Патрокло (грч. Πάτροκλος, лат. Patroclus) је био Менетијев син и Акторов унук, иначе Ахилов познаник. Постоје различита веровања о Патрокловом односу према Ахилу. Зенон из Елеје у свом Симпозијуму њихову везу приказује као пријатељску, док у Платоновом Симпозијуму и већини старогрчких записа стоји да су били љубавници. 
Нема пуно прича о њему. Најдетаљније је описан у Хомеровом делу Илијада.
Био је млад када је почео Тројански рат, те га је Одисеј (краљ Итаке) позвао да се бори у рату. Док се Тројански рат полако захуктавао, Ахил није дозвољавао Патроклу да учествује у борби, јер се плашио за његов живот. Када је свађа између Ахила и Агамемнона (краља Микене) постала жестока, Ахил је одлучио да следеће јутро крену назад у Грчку. Патрокло је био бесан због тога што није добио шансу да се бори, те је одлучио да ујутру обуче Ахилов оклоп, да узме његово оружје и да крене са Мирмидонцима (Ахиловом малом војском од 50 људи) у борбу. У борби нико није знао да је Ахил у ствари Патрокло. Сусревши се са Хектором, отпочео је двобој. Мало касније му је Хектор пререзао гркљан и убио га.